# Manila Esposito
Manila Esposito   (Boscotrecase, 2 de novembre de 2006) és una gimnasta italiana, dues vegades campiona europea per equips i al concurs complet individual (2024 i 2025), a més de guanyar a la barra d'equilibri i exercici de terra el 2024. Va formar part de l'equip que va guanyar la plata als Jocs Olímpics de 2024 i individualment va guanyar la medalla de bronze a la barra d'equilibri.

## Carrera júnior

### 2020
Individualment, va guanyar la medalla de plata al salt al Campionat absolut de Nàpols 2020 i va acabar novena a la final de l'exercici complet.

### 2021
Al juny va participar al FIT Challenge de Flandes, on va guanyar quatre ors (equip, individual de l'exercici complet, salt i exercici de terra) i una plata en paral·leles.
El 10 de juliol va participar en el Campionat d'Itàlia de Nàpols, obtenint la sisena posició a l'exercici complet. L'endemà va guanyar dues platas a les finals d'aparells (salt i barra).

## Carrera sènior

### 2022
A l'octubre va participar al Memorial Blume, on amb 53.300 punts va guanyar l'or a l'exercici complet; el mateix mes, al Campionat d'Itàlia absolut de Nàpols va obtenir la tercera posició a la competició general, mentre que el dia de les finals d'aparells va guanyar l'or al salt, la plata a la barra i el bronze a les paral·leles.
Va ser convocada per al Mundial de Liverpool. Durant el dia de classificació ajuda a Itàlia a classificar-se per a la final per equips amb la quarta millor puntuació. Durant la final per equips competeix en els exercicis de salt, barra i terra però cau durant l'última diagonal i, a causa d'aquest i d'altres errors comesos pels italians, l'equip no va arribar més enllà del cinquè lloc.

### 2023
L'11 de febrer va participar en la primera etapa de la Sèrie A, contribuint al segon lloc de la Gimnàstica de Civitavecchia. Entre el 23 i el 26 de febrer va participar en la seva primera Copa del Món, a Cottbus, durant la qual va arribar a les dues finals dels exercicis en què va participar: salt i exercici de terra. En els darrers dies, va obtenir el primer lloc en salt i la medalla de plata en l'exercici de terra. Al març va participar en la segona etapa de la Sèrie A, on Civitavecchia va tornar a guanyar la medalla de plata. L'1 d'abril va participar al Trofeu Ciutat de Jesolo, competint amb tots els equipaments. Va contribuir a la victòria de l'equip italià i va guanyar la medalla d'or a l'exercici complet. També es va classificar per a la final de salt, on va guanyar el bronze, i a l'exercici de terra, però no va participar en la final de manera preventiva per dolor al genoll.
Va ser escollida per formar part de l'equip italià al Campionat d'Europa d'Antalya. El dia de classificació, va guanyar la medalla de plata juntament amb l'equip i es va classificar per les finals de l'exercici complet i barra.
Als Campionats Absoluts de Pàdua va guanyar la plata a l'exercici complet només darrere Alice D'Amato i es va convertir en campiona italiana de barra, amb una puntuació de 14.450.
A l'octubre, va ser convocada juntament amb Angela Andreoli, Arianna Belardelli, Alice D'Amato, Elisa Iorio i Veronica Mandriota al Campionat del Món d'Anvers, on va ajudar a l'equip a classificar-se per als Jocs Olímpics de París 2024 i va arribar a la final de l'exercici complet. Durant la final per equips va contribuir al cinquè lloc de l'equip italià, mentre que a la final individual va acabar en novena posició.

### 2024
El 7 de febrer va tornar a la competició durant la primera etapa de la Sèrie A. El 23 de febrer va participar en la segona etapa.
Al maig va formar part de l'equip italià al Campionat d'Europa disputat a Rímini. Va guanyar les medalles d'or per equips, al concurs general individual, a la barra d'equilibri i a l'exercici de terra.
Als Jocs Olímpics Esposito va ajudar Itàlia a classificar-se per a la final d'equips en segona posició. Individualment, es va classificar per a les finals de l'exercici complet individual, barra d'equilibri i terra. Durant la final d'equips, Esposito va contribuir en salt, barra d'equilibri i terra per ajudar l'equip a obtenir la plata, empatant el millor resultat d'Itàlia en la competició olímpica, als Jocs Olímpics de 1928, 96 anys enrere. Durant la final de l'exercici complet individual, Esposito va acabar catorzena. A les finals d'aparells, Esposito va competir a la barra d'equilibri, obtenint una puntuació de 14,000 i guanyat el bronze darrere la seva companya d'equip Alice D'Amato i la xinesa Zhou Yaqin. L'endemà Esposito va acabar novena a l'exercici de terra.

## Història competitiva
| Any    | Esdeveniment              | Equip  | AA     | VT     | UB     | BB     | FX     |
| Júnior | Júnior                    | Júnior | Júnior | Júnior | Júnior | Júnior | Júnior |
| ------ | ------------------------- | ------ | ------ | ------ | ------ | ------ | ------ |
| 2018   | 1ª etapa sèrie A italiana | 11     |        |        |        |        |        |
| 2018   | 2ª etapa sèrie A italiana | 5      |        |        |        |        |        |
| 2018   | 3ª etapa sèrie A italiana | 7      |        |        |        |        |        |
| 2019   | 2ª etapa sèrie A italiana | 3      |        |        |        |        |        |
| 2019   | 3ª etapa sèrie A italiana | 3      |        |        |        |        |        |
| 2019   | Sainté Gym Cup            | 2      | 10     |        |        |        |        |
| 2019   | Campionat Mediterrani     | 1      | 5      |        |        | 3      |        |
| 2020   | 1ª etapa sèrie A italiana | 6      |        |        |        |        |        |
| 2020   | 2ª etapa sèrie A italiana | 2      |        |        |        |        |        |
| 2020   | 3ª etapa sèrie A italiana | 2      |        |        |        |        |        |
| 2020   | Campionat italià          |        | 9      | 2      | 7      |        |        |
| 2021   | 1ª etapa sèrie A italiana | 2      |        |        |        |        |        |
| 2021   | 2ª etapa sèrie A italiana | 1      |        |        |        |        |        |
| 2021   | 3ª etapa sèrie A italiana | 3      |        |        |        |        |        |
| 2021   | FIT Challenge             | 1      | 1      | 1      | 2      |        | 1      |
| 2021   | Campionat italià          |        | 6      | 2      |        | 2      |        |
| 2021   | Élite Gym Massilia        | 1      | 6      |        |        |        |        |
| Sènior |                           |        |        |        |        |        |        |
| 2022   | 1ª etapa sèrie A italiana | 2      |        |        |        |        |        |
| 2022   | 2ª etapa sèrie A italiana | 2      |        |        |        |        |        |
| 2022   | DTB Pokal Stuttgart       | 3      |        |        |        |        |        |
| 2022   | Trofeu Ciutat de Jesolo   |        | 10     |        |        |        |        |
| 2022   | 3ª etapa sèrie A italiana | 2      |        |        |        |        |        |
| 2022   | Campionat del Món         | 5      |        |        |        |        |        |
| 2023   | 1ª etapa sèrie A italiana | 2      |        |        |        |        |        |
| 2023   | Copa del Món de Cottbus   |        |        | 1      |        |        | 2      |
| 2023   | 2ª etapa sèrie A italiana | 2      |        |        |        |        |        |
| 2023   | Trofeu Ciutat de Jesolo   | 1      | 1      | 3      |        |        |        |
| 2023   | Campionat d'Europa        | 2      | 12     |        |        | 2      |        |
| 2023   | Capionat italià           |        | 2      |        | 4      | 1      |        |
| 2023   | Campionat del Món         | 5      | 9      |        |        |        |        |
| 2023   | Copa Suïssa               | 4      |        |        |        |        |        |
| 2024   | Trofeu Ciutat de Jesolo   | 1      | 5      |        |        |        | 3      |
| 2024   | Campionat d'Europa        | 1      | 1      |        |        | 1      | 1      |
| 2024   | Capionat italià           |        | 2      |        | 3      | 2      |        |
| 2024   | Jocs Olímpics             | 2      | 14     |        | 3      |        | 9      |